# Ruige klaproos
De ruige klaproos (Papaver argemone) is een eenjarige plant uit de papaverfamilie (Papaveraceae).
Deze plant is 15-45 cm hoog en bevat een wit melksap. De plant bloeit van mei tot juli en heeft meerdere bloemstengels met aan het eind van elke stengel een bloem. Op de bloemstengel staan afstaande of aangedrukte haren. De 2-5 cm grote bloemen zijn donker scharlakenrood. De bloemknoppen hangen naar beneden en gaan bij het openen omhoog staan. De bloem wordt in de knop omgeven door twee kelkbladen. De bloemkroon bestaat uit vier elkaar niet overlappende kroonbladen met aan de basis een al dan niet zwarte vlek. De stempelschijf heeft vier tot zes stralen. De talrijke meeldraden zijn hebben van boven verbrede helmdraden, waarmee ze van de andere soorten te onderscheiden zijn.
De ruige klaproos heeft een langwerpige zaaddoos, die met naar boven gekromde, knotsvormige, stijve haren is bezet. Deze zaaddoos heeft een deksel, waaronder uit de porierand de zaadjes worden verspreid als de stengel door de wind wordt bewogen. De zaadjes zijn niervormig.

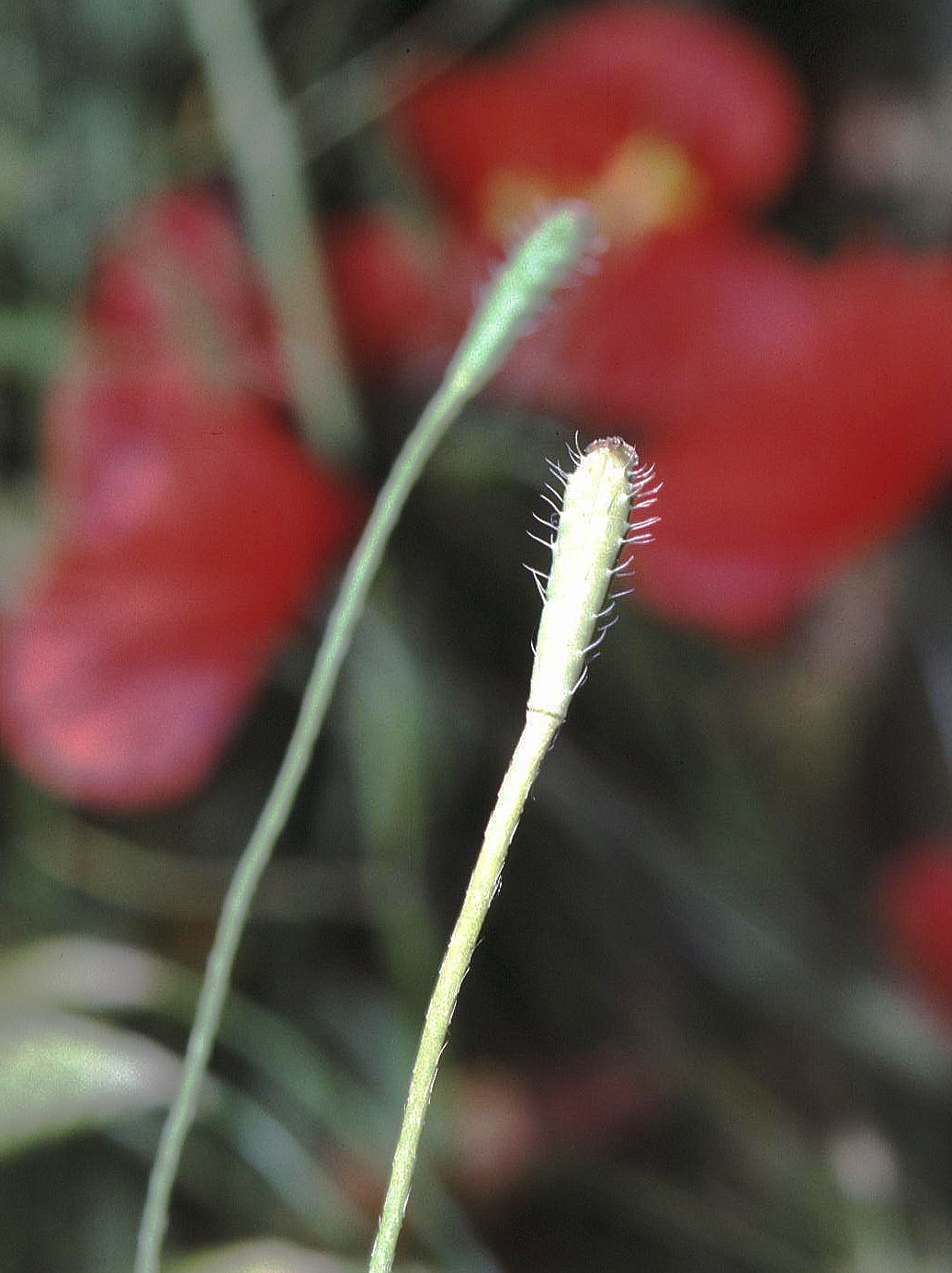
Onrijpe zaaddoos

De plant groeit tussen graan op zandgronden en in spoorwegbermen.